# John Daly (atleta)
John Joseph Daly (Ballgluin, 22 febbraio 1880 – New York, 11 marzo 1969) è stato un siepista, mezzofondista e maratoneta britannico, medaglia d'argento ai Giochi olimpici di Saint Louis 1904 nei 2590 metri siepi.

## Palmarès
| Anno | Manifestazione            | Sede        | Evento       | Risultato | Prestazione | Note |
| ---- | ------------------------- | ----------- | ------------ | --------- | ----------- | ---- |
| 1904 | Giochi olimpici           | Saint Louis | 2590 m siepi | Argento   | 7'40"6      |      |
| 1906 | Giochi olimpici intermedi | Atene       | 5 miglia     | dq        | dq          |      |
| 1906 | Giochi olimpici intermedi | Atene       | Maratona     | dnf       | dnf         |      |